# 美國國家毒物計畫
美國國家毒物計畫(National Toxicology Program, NTP)是由美國衛生及公共服務部(HHS)進行的一項跨部門計畫，合作的部門包含：美國國家癌症研究所、美國國家職業安全衛生研究所、國家毒物研究中心及國家環境健康科學研究所。
本計畫的目的是公部門間的協調、評估及建立毒理學報告，報告紀錄了化學品是否為具遺傳基因毒性、致癌物或對人類健康及生活環境具潛在危害性。
美國國家毒物計畫的總部位於美國國家環境衛生科學研究所(National Institute of Environmental Health Sciences, NIEHS)。美國國家毒物計畫的計畫主持人由理查·沃伊奇克博士(Dr. Richard Woychik)擔任，沃伊奇克博士同時也是美國國家環境衛生科學研究所主任。

## 歷史
1978年時，因為美國國會關注化學藥劑對環境與健康的影響，時任美國衛生、教育及福利部(後來改名為美國衛生及公共服務部)部長小約瑟夫·加利法諾(Joseph A. Califano Jr.)啟動了美國國家毒物計畫。1981年10月，理查德·史威克(Richard S. Schwiker)部長將該計畫提升為永久性計畫。

## 替代性毒理學方法跨部門評估中心
美國國家毒物計畫替代性毒理學方法跨部門評估中心(NICEATM)支援開發及評估新的化學品安全性評估測試方法，以及改進舊有的化學品安全性評估測試方法。替代方法是使用較少甚至不使用動物的化學品安全性測試評估方法或者是降低或避免受測動物的痛苦及壓力。美國國家毒物計畫替代性毒理學方法跨部門評估中心(NICEATM)是由D.A.B.T.毒物專家(Diplomate of the American Board of Toxicologist)華倫·凱西博士(Dr. Warren Casey)主持。
1993年的《美國國家衛生院振興法案(The NIH Revitalization Act)》 指示美國國家環境衛生科學研究所(NIEHS)建立替代測試方法的認證及管理驗收的標準，以及隨後執行這些測試方法的程序。也因為此法案使得2000年時通過了《美國替代方法驗證跨部會協調委員會授權法案(ICCVAM Authorization Act)》 該法案訂定美國替代方法驗證跨部會協調委員會將作為美國國家環境衛生科學研究所(NIEHS)下的美國國家毒物計畫替代性毒理學方法跨部門評估中心(NICEATM)的常設委員會。
除了支援美國替代方法驗證跨部會協調委員會(ICCVAM)，美國國家毒物計畫替代性毒理學方法跨部門評估中心(NICEATM)的活動還包含：
- 執行及發布全新的、修正的以及替代的測試方法的數據分析及評估
- 藉由網站、其他通訊方式以及組織相關主題的工作坊及研討會，提供資訊給開發者、監管者以及受監管產業
- 為美國國家毒物計畫(NTP)及美國國家環境衛生科學研究所(NIEHS)的專案(尤其是有關21世紀毒性測試(Tox21)的專案)提供生物資訊學及計算毒理學支援

美國國家毒物計畫替代性毒理學方法跨部門評估中心(NICEATM)在同儕審查的文獻中發表了替代測試方法以及替代測試方法的分析，並在美國毒理學學會與生命科學領域替代方法與動物使用世界研討會(World Congress on Alternatives and Animal Use in the Life Sciences)發表相關演講。

## 致癌物報告
國家毒物計畫的致癌物報告辦公室負責出版《致癌物報告(Report On Carcinogens)》。最新的報告是《2016年致癌物報告》第14版。 （页面存档备份，存于）該報告包含「248種已知或合理預期會導致人類癌症的藥劑、物質、混合物以及暴露情況的清單。」此版本增加了七個最新審核的清單，其中唯一的合成化學品是三氯乙烯。

## 外部連結
- 官方网站
- NICEATM website （页面存档备份，存于）
- Tox21
- Ninth World Congress on Alternatives and Animal Use in the Life Sciences （页面存档备份，存于） – 官方網站